# Gare de Martigny (Franciaország)
Gare de Martigny vasútállomás Franciaországban, Martigny-sur-l’Ante településen.

## Vasútvonalak
Az állomást az alábbi vasútvonalak érintik:
- Falaise–Berjou-vasútvonal

## Kapcsolódó állomások
A vasútállomáshoz az alábbi állomások vannak a legközelebb: